# Mancuso (moneda)

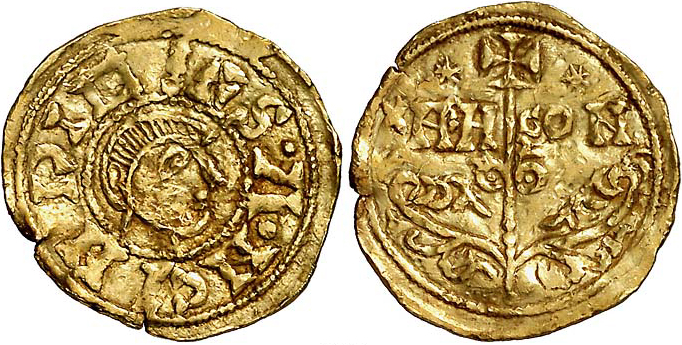
Mancuso aragonés de oro de Sancho Ramírez. Oro de 18 quilates. Acuñado h. 1089 en Jaca. 1,95 g ANVERSO: efigie de Sancho Ramírez. Leyenda: SANC(ius).IN D(ei).(nomi)NE (Sancho en el nombre de Dios) o SANCI(I) N(OST)RI M(AN)C(USUS) según distintas fuentes. REVERSO: Cruz procesional sobre vástago con florituras vegetales a los lados. Leyenda: ARA-GON.

El mancuso fue una moneda cristiana hecha de oro usada en la península ibérica en el siglo XI a imitación del dinar andalusí. Su acuñación es una prueba del fin de la hegemonía del estado andalusí que se fue decantando a partir de la Fitna de Al-Ándalus (1009-1031) hacia los reinos cristianos del norte, ya que desde ese momento las riquezas dejaron de circular de norte a sur para tomar la dirección contraria —los primeros mancusos fueron acuñados por el condado de Barcelona—.
A finales del siglo XI el mancuso fue sustituido por el morabetino o maravedí.

## Mancuso aragonés
El mancuso de oro aragonés fue una moneda acuñada en Jaca por Sancho Ramírez de Aragón hacia 1089. 
Aparece en la documentación coetánea como «mancusos Iacensis» o «auro de Iacca». Se trataba de una aleación de oro de 18 quilates con plata y tenía una masa de 1,95 g y fue emitido probablemente para pagar el tributo de enfeudación al Papado como consecuencia del viaje que Sancho Ramírez efectuó a Roma en 1068 para declararse vasallo del papa.
Se conservan muy pocos ejemplares, uno en Turquía y otro de Siria. Se ha supuesto que han sido hallados en el Mediterráneo oriental porque fueron usados por el Papado para costear la primera cruzada; todo ello hace pensar que no circularon por el reino de Aragón, dedicándose en exclusiva la emisión a pagar los 500 mancusos de oro anuales al papa.
El reino de Aragón sufrió una crisis económica al no querer solicitar a Roma permiso para acuñar más Mancusos; pese a fraccionar las piezas, la falta de monedas para las transacciones comerciales estranguló la economía. 

## Mancuso barcelonés
El mancuso de Barcelona fue acuñado por sus condes y fue distribuido a las naciones vecinas por el comercio según lo autorizan los códices y documentos antiguos. Su origen viene de los anglosajones quienes tomaron el nombre del modo de batirse, quasi manu-cusi, como acuñados con las manos. Se llamaron mancusos y manchosos lo que significa una misma cosa. Podían encontrarse de oro y de plata y se recibieron promiscuamente. El documento más antiguo que sabemos que hable de esta moneda es el que publicó el célebre Muratori del año 858.
Hay variedad de opiniones sobre la existencia de esta moneda, algunos la tienen por imaginaria y otros por real y efectiva. Los PP. benedictinos de S. Mauro, en su célebre obra de la historia general de Languedoc afirman que fue moneda física y existente, batida en la ciudad de Barcelona y realmente son muchos los instrumentos que lo autorizan. El P. Masdeu en documentos legítimos vio que se hace mención de mancusos y morabatines.

### Documentos que citan los mancusos
A 7 de febrero del año 18 de Enrique, Odolardo, vizconde, su mujer Guilla, Geriberto y Bonifacio, vendieron al abad del monasterio de Santa Cecilia una heredad y alodio en el término de Castro-Bonifacii, que llaman Guardia, por el precio de nueve mancusos de oro de moneda de Barcelona.
A 27 de julio de 1067, Arnaldo Mirón de Tost vendió al conde de Barcelona el castillo de Casserres por el precio de mil onzas de oro, equivalentes a siete mil mancusos de moneda de Barcelona.
En el año siguiente el 27 de diciembre de 1068, el conde de Barcelona dio a Guillermo Ramón, conde de Cerdeña, por la renuncia que hizo de Carcasona y condado de Rodes, cuatro mil mancusos, moneda de Barcelona. El mismo conde en el mismo año con la condesa Almodis, compró a los sobrinos Pedro y Bernardo los derechos de sucesión que tenían sobre los condados de Carcasona y Rasez por quinientos mancusos moneda de Barcelona tanto en oro como en plata.
En vista de estos documentos no se puede dudar que los mancusos fuesen moneda barcelonesa. No solo fue moneda labrada en Barcelona, sino acuñada por D. Ramón Berenguer conde de Barcelona y príncipe de Aragón que mandó circular esta moneda en el año 1137, según afirma Bruniquer y Ramon Fransesch en su manuscrito de las noblezas y victorias de los condes y reyes de Aragón.
El código municipal habla también muy en particular de los mancusos. Según el usât. Sarrcen., lib. 9, tit. 17, vol. 1, el que recuperaba algún esclavo fugitivo de su señor antes de pasar el río Llobregat y lo devolvía a su dueño en premio del hallazgo ganaba dos mancusos. Si lo cobraba entre el río Llobregat y Francolí, tres mancusos y medio, y en los demás lugares, una onza de oro con los vestidos y grillos del esclavo. Los juramentos de los villanos nombrados bacallars, no podían ser creídos sino por el valor a lo menos de cuatro mancusos de oro de Valencia. Los documentos expresan, como los usages, los mancusos de oro puro y de oro de Valencia, por ser diferente el quilate del oro puro del del oro de Valencia.
A 26 de octubre de 1082 Don Ramón Berenguer II y la condesa, empeñaron ciertas rentas por dos mil mancusos de oro limpio y puro que entregaron al obispo y cabildo de Barcelona para fabricar una lámina o tabla para que perpetuamente existiese delante del altar mayor de santa Cruz. A 29 de julio de 1003, Seniofredo abad vendió a Raimundo y a su mujer Ermeleva una heredad con casas y molino en el término de Monistrol de Montserrat condado de Manresa por precio de nueve mancusos de oro óptimo. 
La expresión de oro óptimo, da oro limpio y puro, excluía los mancusos de oro de Valencia, que fue con liga: cuando debía pagarse con este oro, se expresaban en los documentos los mancusos para que no se confundiesen con los de oro puro que debía ser de 24 quilates.
El conde de Urgel D. Ermengaudo de Gerp en el testamento que otorgó en 1090 dejó a su hijo, entre otras cosas, una espada que había rescatado por dos mil mancusos de muy buen oro de Falencia. El mismo conde ordenó que se devolviese a su consorte el dote de cinco mil mancusos de buen oro de Falencia que le había traído.
En algunas escrituras no se lee ni oro puro y limpio ni tampoco oro de Valencia sino generalmente mancusos de oro. En 25 de febrero de 1038, Wilelmo y su mujer Chixol vendieron al abad de Montserrat un viñedo en el término de Fonterubia por precio de tres mancusos de auro. A últimos del siglo XI Bernardo conde de Besalú se hizo soldado de la iglesia romana obligándose a darle cada año doscientos mancusos de oro en señal de su milicia. En estos casos, podía el comprador y el contribuyente pagar los mancusos en oro de Valencia porque la expresión de auro conviene al oro óptimo y de Valencia y solamente quedaban excluidos los mancusos de plata.
Otros documentos no hablan ni de oro ni de plata sino generalmente tantos mancusos como se lee en la manda que hizo D. Ramón Berenguer el viejo a su hija Doña Sancha señalándola de dote diez mil mancusos. A Doña Almodis condesa se le dejaron en testamento cuatro mil mancusos. En el año 1056 el conde de Barcelona hizo carta de esponsalicio a la condesa Almodis de cien mancusos que recibía de la paria de Lérida en lugar de los ciento que recibía de la paria de Zaragoza. A 23 de septiembre de 1064 Guilaberto y su mujer vendieron al abad de Montserrat una heredad en el término de Odena por precio de 13 mancusos. Cuando ocurría esto quedaba al arbitrio del juez declarar la especie de mancusos que debían pagarse por no declararse en los documentos pues en semejantes casos debía decidirse la duda por su prudencia.
Había mancusos y medios mancusos según menciona la escritura de venta que en 9 de mayo de 1049 Juan Udelarli hizo a favor de la casa de san Miguel fundada en el condado de Barcelona o en el monte que llaman Serrat de las décimas del manso de Amenoles por precio de dos manchosos y medio. En otra escritura se mencionan manchosos, que era lo mismo que mancusos, como dijimos al principio. A 1 de enero de 1000 Labatone y Richeldes su mujer vendieron al abad de Santa Cecilia un viñedo en el término de Castrum Gélida llamado Ortons por el precio de un manchoso del valor de 6 sueldos.

### Diferencia entre mancusos y marcas
Es conveniente aclarar las abreviaturas con que se escribió el mancuso para no confundirlo con las marcas. Ha habido tanta afinidad entre el mancuso y la marca que algunos han llegado a confundirlos. En Inglaterra no había diferencia entre el mancuso y la marca, según dice Ducange. En Italia son varios los documentos que refieren la pena de mil mancusos de oro y los contraventores y si hubiesen tenido que pagarse mil marcas los más ricos no podían pagar aquella pena, según apunta Muratorí. En Cataluña y Francia, fue moneda corriente y separada de las marcas porque la marca no ha sido moneda batida sino un peso que se dividía en onzas, adarmes, granos. Sin embargo de ser tan diferentes los mancusos y las marcas, los copistas los han confundido y tomado por una misma cosa en los traslados y copias de los documentos. Se originó el error de no entender la abreviatura del mancuso que estaba en esta forma manc., trasladando marca en lugar de mancuso. En los copistas que destinó Mr. Colbert para la copia de los documentos, se observó este descuido. Debe notarse de paso que en España en el siglo XV los notarios y amanuenses escribían con mucha variedad algunas voces castellanas, motivo por el cual no son exactos los documentos que se han trasladado por algunos escritores, según se advierte en las memorias de la real academia de la historia. 
Todavía se nos han conservado documentos con mancusos abreviados, aunque como no marcan la misma abreviatura, no pueden confundirse con las marcas. A 19 de noviembre de 1068 Otto y sus hijos vendieron al abad de Montserrat un alodio, casas y tierras en el término de Odena por precio de ocho machos, moneda de Barcelona. En otros documentos no es tan clara la abreviatura de mancusos, pero tampoco se confunden con las marcas a poco que se reflexione. A s8 de junio de 1097 Bertrando Alemagni o Alemany otorgó su testamento en que elige por sus elemosinarios o albaceas a Raimundo Guilaberto sobrino suyo, a su hijo Berenguer y a su mujer Estefanía deja su cuerpo para enterrarle a santa María de Montserrat con la tercera parte de todos sus bienes muebles para que oren por su alma: a la canónica de santa cruz y de santa Eulalia lega tres mancusos; al monasterio de san Cucufate del Vallés 1 mcs; al de san Pedro de las Abadesas 2 mcs y a san Jaime de Galicia 4.

### Valor del mancuso
- En el año 1014, veinte mancusos valían cincuenta sueldos.
- En 1058, siete mancusos valían tres onzas de oro.
- En 1067 siete mil mancusos valían mil onzas de oro. En el mismo año, de otro documento resulta, que 7 mancusos valían una onza.
- En el citado año de 1068 en que se recopilaron los usages, siete mancusos de oro de Valencia valían una onza. En este mismo año quinientos mancusos moneda de Barcelona, tanto en oro como en plata equivalían a 12 onzas de oro.
- En el año 1071 diez mil mancusos moneda de Barcelona valían 1437 onzas de oro. El abad D. Juan Briz en la historia de san Juan de la Peña lib. 3 cap. 5 fol. 479 publica un documento que determina el valor del mancuso en diez y siete sueldos:pro unoquoque mancuso auri accipiat sex septem solidos argenti de moneta de Zesar-augusta. La expresión latina sex septem solidos en todo rigor corresponde a cuarenta y dos sueldos por cada mancuso de oro.

Guillermo de Vallseca en el usage Sarracenis sin distinción de mancusos de oro de Valencia o de plata dice, que valía 16 dineros que seguramente hablará de los mancusos de oro, que se determinaron en las cortes de Perpiñán de 1351. Este escritor floreció después de Jaime Vallseca que escribió en 1375, y no deben confundirse. Los demás intérpretes de los usages, en la glosa del usage sacramento rustid, dicen generalmente que un mancuso vale nueve o doce dineros, añadiendo que el valor del mancuso de oro de Valencia, debía fijarse a 16 dineros de temo. Las glosas alteran aquel valor diciendo que no debe subir de nueve á doce dineros. Se confirma lo dicho con lo que dice Pedro Miguel Carbonell archivero que fue del rey Fernando el Católico quien por lo que observó en los contratos, reduce el mancuso a doce dineros barceloneses y se confirma en dicha opinión por haber visto y leído que anualmente debía pagarse por censo de una casa u hospicio un mancuso que valía doce dineros de moneda de Barcelona.
Los doce dineros barceloneses que valía el mancuso serían dineros de moneda de terno. Al menos puede sospecharse así porque en tiempo de Carbonell que vivía en 1490, circulaba la moneda de terno y aun en dos siglos anteriores. Reduciendo la moneda de terno a la corriente según la razón de 1 a 3, resulta que un mancuso vale tres sueldos de ardites catalanes que son un real de vellón 20 maravedises 18 avos.
No obstante ser una moneda tan corriente que circuló no solo por el principado sino también por España, Francia e Italia acuñada en oro y plata, todavía es desconocido su tipo y se ignora exista en algún monetario.